# Friedrich August Hazslinszky von Hazslin
Frigyes Ákos Hazslinszky (o en su versión germana de su nombre Friedrich August Hazslinszky von Hazslin) ( Kežmarok, 6 de enero de 1818 – Prešov, 16 de septiembre de 1896) fue un súbdito del reino de Hungría, micólogo, briólogo, pteridólogo, y botánico. Luego de completar sus estudios de liceo en Késmark (hoy Kežmarok, Eslovaquia), estudió filosofía, leyes, teología, química, trabajando concurrentemente como maestro. Después de un periodo como profesor en Debrecen y en Sárospatak, y estudios en Viena, sería profesor de física y de matemática en el Colegio Luterano en Eperjes (hoy Prešov) en 1846.
Sus obras científicas y contribuciones se centraron en la flora de lo que fue Hungría del Norte – hoy Eslovaquia -, en particular las de Spiš, Orava, y en los montes Tatras. Hazslinszky publicó extensamente en botánica, pteridología, y particularmente en micología. Publicó la primera guía de identificación de la flora de Hungría, en 1864, y más de cien artículos y monografías mayormente micológicas, además de la monumental Beiträge zur Kenntniss der Flora der Karpathen ('Contribuciones al conocimiento de la flora de los Cárpatos) en nueve partes.

## Honores
Fue miembro pleno de la Academia de Ciencias de Hungría.

### Epónimos

#### Géneros
- Hazslinszkya Körb. 1861

#### Especies
- Hieracium hazslinszkyi Pax
- Sapindus hazslinszkyi  Ett.
- Ficus hazslinszkyii Ett.
- Cedrella hazslinszkyi Unger
- Ranina hazslinszkyi Reuss
- Hazslinszkya gibberulosa Körb.
- Peziza hazslinszkyi Cooke
- Cryptospora hazslinszkyi Rehm.
- Agaricus hazslinszkyi Schulzer

## Publicaciones
- Completa bibliografía en Worldcat
- La abreviatura «Hazsl.» se emplea para indicar a Friedrich August Hazslinszky von Hazslin como autoridad en la descripción y clasificación científica de los vegetales.[1]